# Colin Heiderscheid
Colin Heiderscheid (ur. 28 stycznia 1998) – luksemburski kolarz szosowy.

## Osiągnięcia
Opracowano na podstawie:

2015
- 1. miejsce w mistrzostwach Luksemburga juniorów (start wspólny)

2016
- 1. miejsce na 3. etapie Tour des Portes du Pays d’Othe
- 1. miejsce w klasyfikacji punktowej Internationale Niedersachsen-Rundfahrt der Junioren
  - 1. miejsce na 1. etapie

2018
- 3. miejsce w mistrzostwach Luksemburga U23 (start wspólny)

2022
- 1. miejsce w mistrzostwach Luksemburga (start wspólny)

## Rankingi
| Rok             | 2018  | 2019  | 2020 | 2021  | 2022 | 2023  |
| --------------- | ----- | ----- | ---- | ----- | ---- | ----- |
| World Ranking   | 1383. | 2557. | 719. | 2068. | 582. | 2807. |
| UCI Europe Tour | 859.  | 1618. | 575. | 1231. | 454. | -     |
|                 |       |       |      |       |      |       |
| Źródło: UCI     |       |       |      |       |      |       |